# Jane Cunningham Croly
Pour les articles homonymes, voir Cunningham, Croly et Jennie June.
Jane Cunningham Croly (19 décembre 1829, Market Harborough - 23 décembre 1901, New York) est une journaliste, femme de lettres et féministe américaine, mieux connue sous le pseudonyme de Jennie June. Elle est une auteure pionnière de chroniques féminines dans les principaux journaux et magazines de New York. Elle est également la fondatrice du Woman's Press Club of New York City (en).

## Biographie
Jane Cunningham est née au Royaume-Uni. Elle est la fille d'un ministre unitarien, le révérend Joseph Cunningham et de son épouse Jane Scott. À l'âge de 12 ans, elle émigre avec ses proches aux États-Unis. La famille s'installe tout d'abord à Poughkeepsie dans l'État New York, puis à Southbridge dans le Massachusetts,.
Elle s'intéresse au journalisme alors qu'elle est étudiante et commence par publier le journal de l'école. Plus tard, elle édite le journal pour l'église de son frère. En 1855, elle déménage à New York à la recherche d'un travail de journaliste à plein temps. Certaines sources affirment que c'est à cette période que l'auteure commence à utiliser le pseudonyme de Jennie June, un surnom d'enfance donné par un ami de la famille.
Le 14 février 1856, elle épouse l'un de ses collègues David G. Croly, journaliste et éditeur du New York Herald. Ils sont les parents d'Alice, Herbert David, Minnie et Viola Croly. Leur fils Herbert Croly, également journaliste, devient le rédacteur en chef du magazine The New Republic. Soutien de famille du foyer, elle passe ses matinées chez elle avant de se rendre au bureau à midi et de travailler jusqu'après minuit. Les dimanches soir sont réservés au divertissement de l'élite intellectuelle et artistique new-yorkaise. Dans ses dernières années, Jennie June Croly est souvent mentionnée dans la presse comme la « mère des clubs de femmes ».
Le 8 janvier 1882, elle organise une réception en l'honneur de Louisa May Alcott, à laquelle assiste Oscar Wilde alors aux Etats-Unis pour une tournée de conférences.
À l'été 1898, elle est victime d'une grave chute et se brise la hanche. En 1900, pas encore totalement rétablie, elle annonce prendre sa retraite des journaux et des clubs. Elle entreprend un voyage en Angleterre, qu'elle n'a jamais revu depuis son départ. De retour à New York, elle décède d'une insuffisance cardiaque, le 23 décembre 1901, à l'âge de 72 ans.

## Carrière professionnelle
Après avoir postulé à plusieurs titres de presse, elle est finalement embauchée chez Noah's Sunday Times, souvent rapporté à tort comme The New York Times, pour lequel elle n'a jamais travaillé. La publication est éditée par Mordecai Manuel Noah. Pour Noah's Sunday Times, elle alimente une chronique féminine abordant des thèmes comme la mode, la cuisine et les arts,. 
Jane Cunningham se souviendra plus tard de cette période difficile, pendant laquelle les femmes étaient quasi absentes des rédactions ou cantonnées à l'écriture de contenus réservés aux « intérêts des femmes ». Il persiste alors une grande résistance de la part des rédacteurs masculins à l'idée d'embaucher une femme pour couvrir les nouvelles ou réaliser des reportages sérieux en dehors de ce qui est considéré comme appartenant à la sphère féminine. Sa carrière de journaliste prend un réel envol dès son entrée au New York World grâce à la position de son mari. Un nouveau poste qui lui permet d'étendre son champ d'action sur le terrain et dans le choix de ses sujets.  
De 1860 à 1887, elle est la rédactrice en chef de Demorest's Magazine, un magazine consacré à la mode féminine. L'expertise de Jennie June dans ce domaine est largement citée et reconnue dans d'autres publications. Elle devient par la suite directrice de la publication du magazine The Cycle qu'elle a elle-même fondé, puis du magazine Home-Maker. Ses colonnes deviennent de plus en plus politiques et syndiquées. La journaliste s'attache à relater la situation des femmes à travers les États-Unis. 

## Engagement féministe
Citée parmi les journalistes pionnières du féminisme, Jane Cunningham Croly assume un point de vue progressiste sur la place des femmes dans la société américaine, appelant à plus d'efficacité dans leur habillement ou à une égalité concrète dans le domaine professionnel. Bien qu'elle soutienne le mouvement du suffrage féminin, elle n'y est pas une membre active. La journaliste se mobilise fortement pour l'égalité des droits, en accordant une attention particulière aux nouvelles carrières des femmes de la classe moyenne, telles que secrétaire, aide-comptable, enseignante et infirmière. Pour elle, l'indépendance financière et l'égalité économique sont aussi importantes, sinon plus, que le droit de vote.
En 1856, elle fonde le Parlement des Femmes. Choquée par l'exclusion des femmes journalistes d'un dîner d'honneur organisé pour Charles Dickens par le New York Press Club, elle fonde en 1868 le club Sorosis pour les femmes à New York, étendu à la Fédération générale des clubs de femmes. L'organisation préconise une plus grande acceptation et davantage d'opportunités professionnelles pour les femmes. Le club ne s'occupe pas de politique ou du droit de vote des femmes. Jennie June déclare à la presse qu'elle envisageait cet organe, dont le nom est un terme botanique grec désignant un arbre qui donne diverses sortes de fruits et de fleurs, comme un salon où les femmes pourraient se rassembler et échanger des idées. En 1890, elle organise son successeur, la Fédération générale des clubs de femmes.

Jane Cunningham Croly est également la fondatrice du Woman's Press Club of New York City (en) en 1889. Les premières rencontres se déroulent à son domicile. Elle écrit : « Les filles sont souvent un peu sauvages, un peu éloignées de ce que la norme attend habituellement d'elles, et beaucoup moins susceptibles, dans ce cas, de passer leur temps à haleter devant des romans sentimentaux et à imaginer que chaque spécimen à moustaches qu'elles voient est leur héros ».

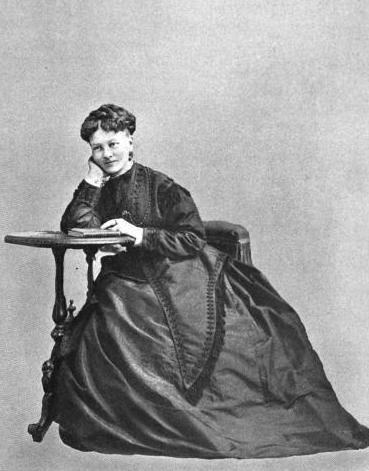
Portrait photographique de Jane Cunningham Croly alors âgée de 40 ans, période pendant laquelle elle fonda le club Sorosis. Memories of Jane Cunningham Croly - Jenny June, Caroline M. Morse, New York, G. P. Putnam's Sons, 1904.

## Œuvres
- (en-US) Jennie Juneiana : Talks On Women's Topics, Kessinger Publishing, 1864, rééd. 10 septembre 2010, 244 p. (ISBN 9781166649555),
- (en-US) Jennie June's American cookery book, New York (réimpr. 11 octobre 2018, Franklin Classics) (1re éd. 1866, American news co.), 366 p. (ISBN 9780342343683, lire en ligne),
- (en-US) For Better or Worse : A Book for Some Men and All Women, Forgotten Books, 1875, rééd. 10 janvier 2019, 242 p. (ISBN 9781330599389),
- (en-US) Knitting and crochet : a guide to the use of the needle and the hook, Lynn, Massachusetts, J.F. Ingalls, 1886, 144 p. (lire en ligne),
- (en-US) Sorosis : its Origin and History, New York, J.J. Little & Co., 1886, 54 p. (lire en ligne),
- (en-US) Thrown on her own resources : or, What Girls can do, New York, T.Y. Crowell & Co, 1891, 191 p. (lire en ligne),
- (en-US) The History of the Woman's Club Movement in America (réimpr. 19 décembre 2018, éd.  Forgotten Books) (1re éd. 1898, éd. H.G. Allen & Co), 1218 p. (ISBN 9780260446169, lire en ligne),
- (en-US) Memories of Jane Cunningham Croly, "Jenny June", New York, G. P. Putnam's Sons, 1904, 233 p. (lire en ligne),

## Prix et distinctions
- 1994 : cérémonie d'admission au National Women's Hall of Fame[19]